# 67. Grammy-gála
A 67. Grammy-gálát 2025. február 2-án rendezték a Crypto.com Arena stadionban, Los Angeles városában. 2023. szeptember 16. és 2024. augusztus 30. között kiadott zenei felvételeket díjazták. A jelöléseket 2024. november 8-án jelentették be egy YouTube-livestream részeként.
Beyoncé szerezte a legtöbb jelölést tizeneggyel, őt Billie Eilish, Charli XCX, Kendrick Lamar és Post Malone követte héttel. Beyoncé ezzel minden idők legtöbb jelölésével rendelkező előadója lett (99), megelőzve férjét, Jay-Z-t. Taylor Swift szintén rekordot döntött, The Tortured Poets Department című lemezével hetedik albumát jelölték Az év albuma díjra. A The Beatles Now and Then című dala lett az első szám, amit jelöltek Grammy-díjra és mesterséges intelligenciát is felhasználtak elkészítésében. 100 évesen Jimmy Carter, az Egyesült Államok 39. elnöke, lett a legidősebb személy, akit jelöltek egy Grammy-díjra. A jelölést a Legjobb hangoskönyv, narráció vagy történetmesélő felvétel kategóriában szerezte, amelyet meg is nyert. Kendrick Lamar kapta a legtöbb díjat, Not Like Us című dalának öt Grammyt ítéltek oda, minden idők legsikeresebb száma lett a díjátadón.

## Háttér
Négy év után először nem vezettek be új kategóriát a díjátadón.

### Kategóriaváltozások
- A Legjobb nem klasszikus remixelt felvétel kategóriát árhelyezték a Zeneszerzés, hangszerelés és utómunka mezőnyből a Pop, dance és elektronikusba.[9]
- A Legjobb pop-dance felvétel kategóriát átnevezték Legjobb dance-pop felvételre.[9]
- A Legjobb dance/elektronikus zenei album kategóriát átnevezték Legjobb dance/elektronikus albumra.[9]
- A conjunto zenét mostantól a Legjobb regionális roots zenei album kategóriában díjazzák a Legjobb regionális mexikói- vagy tejanoalbum helyett.[9]
- Megváltoztatták a Legjobb videójáték- és interakítv média-zene kategóriának követelményeit, ami szerint legalább a zene 50%-ának az albumról a jelölési évben kellett megjelennie epizódokban.[9]
- A Legjobb dal társadalmi változásért kategória díját átnevezték Harry Belafonte emlékére. A díjat ettől kezdve egy bizottság adta át.[10]

## Fellépők
A premier ceremónia fellépői:
| Előadó(k)                                                                    | Dal(ok)                    |
| ---------------------------------------------------------------------------- | -------------------------- |
| Yolanda Adams Wayne Brady Deborah Cox Scott Hoying Angélique Kidjo Taj Mahal | Bridge over Troubled Water |
| Joe Bonamassa                                                                | Twenty-Four Hour Blues     |
| Muni Long                                                                    | Made for Me                |
| Béla Fleck                                                                   | Rhapsody in Blue           |
| Joyce DiDonato Renée Fleming Kelli O’Hara Kevin Puts                         | All Along                  |

A fő ceremónia fellépői:
| Előadó(k)                                                                            | Dal(ok) |
| ------------------------------------------------------------------------------------ | --- |
| Dawes John Legend Sheryl Crow Brad Paisley Brittany Howard St. Vincent               | Los Angeles tiszteletére I Love L.A.                                                                                       |
| Billie Eilish Finneas O’Connell                                                      | Birds of a Feather |
| Sabrina Carpenter                                                                    | Espresso Please Please Please                                                                                              |
| Chappell Roan                                                                        | Pink Pony Club |
| Khruangbin                                                                           | May Ninth |
| Benson Boone                                                                         | Beautiful Things |
| Doechii                                                                              | Catfish Denial Is a River                                                                                                  |
| Teddy Swims                                                                          | Lose Control |
| Shaboozey                                                                            | Good News A Bar Song (Tipsy)                                                                                               |
| Raye                                                                                 | Oscar Winning Tears |
| Bruno Mars Lady Gaga                                                                 | Los Angeles tiszteletére California Dreamin                                                                                |
| The Weeknd Playboi Carti                                                             | Cry for Me Timeless |
| Herbie Hancock Cynthia Erivo Lainey Wilson Jacob Collier Stevie Wonder Janelle Monáe | Quincy Jones emlékére Fly Me to the Moon Let the Good Times Roll Bluesette We Are the World Don’t Stop ‘til You Get Enough |
| Chris Martin Grace Bowers                                                            | In Memoriam: All My Love                                                                                                   |
| Shakira                                                                              | Ojos Así Shakira: Bzrp Music Sessions, Vol. 53                                                                             |
| Charli XCX                                                                           | Von Dutch Guess |

## Győztesek és jelöltek
A győztesek félkövérrel kiemelve, a kategória listája első helyén szerepelnek.

### Általános

#### Az év felvétele
- Not Like Us – Kendrick Lamar
  - Sean Momberger, Mustard és Sounwave, producerek; Ray Charles Brown Jr. és Johnathan Turner, hangmérnökök/keverők; Nicolas de Porcel, maszterelő
- Now and Then – The Beatles
  - Giles Martin és Paul McCartney, producerek; Geoff Emerick, Steve Genewick, Jon Jacobs, Greg McAllister, Steve Orchard, Keith Smith, Mark Spike Stent és Bruce Sugar, hangmérnökök/keverők; Miles Showell, maszterelő
- Texas Hold ’Em – Beyoncé
  - Beyoncé, Nate Ferraro, Killah B és Raphael Saadiq, producerek; Hotae Alexander Jang, Alex Nibley és Stuart White, hangmérnökök/keverők; Colin Leonard, maszterelő
- Espresso – Sabrina Carpenter
  - Julian Bunetta, producer; Julian Bunetta és Jeff Gunnell, hangmérnökök/keverők; Nathan Dantzler, maszterelő.
- 360 – Charli XCX
  - Cirkut és A. G. Cook, producerek; Cirkut és Manny Marroquin, hangmérnökök/keverők; Idania Valencia, maszterelő
- Birds of a Feather – Billie Eilish
  - Finneas és Billie Eilish, producerek; Thom Beemer, Jon Castelli, Billie Eilish, Aron Forbes, Brad Lauchert, Finneas és Chaz Sexton, hangmérnökök/keverők; Dale Becker, maszterelő
- Good Luck, Babe! – Chappell Roan
  - Dan Nigro, producer; Mitch McCarthy és Dan Nigro, hangmérnökök/keverők; Randy Merrill, maszterelő
- Fortnight – Taylor Swift, Post Malone közreműködésével
  - Jack Antonoff, Louis Bell és Taylor Swift, producerek; Louis Bell, Bryce Bordone, Serban Ghenea, Sean Hutchinson, Oli Jacobs, Michael Riddleberger és Laura Sisk, hangmérnökök/keverők; Randy Merrill, maszterelő

#### Az év albuma
- Cowboy Carter – Beyoncé
  - Beyoncé, The-Dream és Dave Hamelin, producerek; Matheus Braz, Brandon Harding, Hotae Alexander Jang, Dani Pampuri és Stuart White, hangmérnökök/keverők; Ryan Beatty, Beyoncé, Camaron Ochs, The-Dream, Dave Hamelin, S. Carter és Raphael Saadiq, dalszerzők; Colin Leonard, maszterelő
- New Blue Sun – André 3000
  - André 3000 és Carlos Niño, producerek; André 3000, Carlos Niño és Ken Oriole, hangmérnökök/keverők; André 3000, Surya Botofasina, Nate Mercereau és Carlos Niño, dalszerzők; Andy Kravitz, maszterelő
- Short n’ Sweet – Sabrina Carpenter
  - Jack Antonoff, Julian Bunetta, Ian Kirkpatrick és John Ryan, producerek; Bryce Bordone, Julian Bunetta, Serban Ghenea, Jeff Gunnell, Oli Jacobs, Manny Marroquin, John Ryan és Laura Sisk, hangmérnökök/keverők; Amy Allen, Jack Antonoff, Julian Bunetta, Sabrina Carpenter, Ian Kirkpatrick, Julia Michaels és John Ryan, dalszerzők; Nathan Dantzler és Ruairi O’Flaherty, maszterelős
- Brat – Charli XCX
  - Charli XCX, Cirkut és A. G. Cook, producerek; A. G. Cook, Tom Norris és Geoff Swan, hangmérnökök/keverők; Charlotte Aitchison, Henry Walter, Alexander Guy Cook, Finn Keane és Jonathan Christopher Shave, dalszerzők; Idania Valencia, maszterelő
- Djesse Vol. 4 – Jacob Collier
  - Jacob Collier, producer; Ben Bloomberg, Jacob Collier és Paul Pouwer, hangmérnökök/keverők; Jacob Collier, dalszerző; Chris Allgood és Emily Lazar, maszterelős
- Hit Me Hard and Soft – Billie Eilish
  - Billie Eilish és Finneas, producerek; Thom Beemer, Jon Castelli, Billie Eilish, Finneas, Aron Forbes, Brad Lauchert és Chaz Sexton, hangmérnökök/keverők; Billie Eilish O’Connell és Finneas O’Connell, dalszerzők; Dale Becker, maszterelő
- The Rise and Fall of a Midwest Princess – Chappell Roan
  - Daniel Nigro, producer; Mitch McCarthy és Daniel Nigro, hangmérnökök/keverők; Daniel Nigro és Kayleigh Rose Amstutz, dalszerzők; Randy Merrill, maszterelő
- The Tortured Poets Department – Taylor Swift
  - Jack Antonoff, Aaron Dessner és Taylor Swift, producerek; Zem Audu, Bella Blasko, Bryce Bordone, Serban Ghenea, David Hart, Mikey Freedom Hart, Sean Hutchinson, Oli Jacobs, Jonathan Low, Michael Riddleberger, Christopher Rowe, Laura Sisk és Evan Smith, hangmérnökök/keverők; Jack Antonoff, Aaron Dessner és Taylor Swift, dalszerzők; Randy Merrill, maszterelő

#### Az év dala
- Not Like Us
  - Kendrick Lamar, dalszerző (Kendrick Lamar)
- A Bar Song (Tipsy)
  - Sean Cook, Jerrel Jones, Joe Kent, Chibueze Collins Obinna, Nevin Sastry és Mark Williams, dalszerzők (Shaboozey)
- Birds of a Feather
  - Billie Eilish O’Connell és Finneas O’Connell, dalszerzők (Billie Eilish)
- Die with a Smile
  - Dernst Emile II, James Fauntleroy, Lady Gaga, Bruno Mars és Andrew Watt, dalszerzők (Lady Gaga és Bruno Mars)
- Fortnight
  - Jack Antonoff, Austin Post és Taylor Swift, dalszerzők (Taylor Swift, Post Malone közreműködésével)
- Good Luck, Babe!
  - Kayleigh Rose Amstutz, Daniel Nigro és Justin Tranter, dalszerzők (Chappell Roan)
- Please Please Please
  - Amy Allen, Jack Antonoff és Sabrina Carpenter, dalszerzők (Sabrina Carpenter)
- Texas Hold ’Em
  - Brian Bates, Beyoncé, Elizabeth Lowell Boland, Megan Bülow, Nate Ferraro és Raphael Saadiq, dalszerzők (Beyoncé)

#### Legjobb új előadó
- Chappell Roan
- Benson Boone
- Sabrina Carpenter
- Doechii
- Khruangbin
- Raye
- Shaboozey
- Teddy Swims

#### Az év producere, nem klasszikus
- Dan Nigro
  1. Can’t Catch Me Now (Az éhezők viadala: Énekesmadarak és kígyók balladája filmből) (Olivia Rodrigo) (K)
  2. The Rise and Fall of a Midwest Princess (Chappell Roan) (A)
  3. Girl I’ve Always Been (Olivia Rodrigo) (SZ)
  4. Good Luck, Babe! (Chappell Roan) (K)
  5. So American (Olivia Rodrigo) (SZ)
  6. Stranger (Olivia Rodrigo) (SZ)
- Alissia
  1. Bugs (Jamila Woods) (SZ)
  2. Don’t Matter (Rae Khalil) (SZ)
  3. Honey (BJ the Chicago Kid, Chlöe közreműködésével) (SZ)
  4. Irreplaceable (Interlude) (Rae Khalil) (SZ)
  5. Is It Worth It (Rae Khalil) (K)
  6. Love Takeover (Lion Babe) (SZ)
  7. Spend the Night (BJ the Chicago Kid és Coco Jones) (K)
- Dernst Emile II
  1. Algorithm (Lucky Daye) (A)
  2. Bar Song (Koe Wetzel) (SZ)
  3. Die with a Smile (Lady Gaga és Bruno Mars) (K)
  4. HERicane (Lucky Daye) (K)
  5. I Love U (Usher) (SZ)
  6. One of Them Ones (Usher) (SZ)
  7. Power of Two (Az akolitus sorozatból) (Victoria Monét) (K)
  8. That’s You (Lucky Daye) (K)
- Ian Fitchuk
  1. Amen (Beyoncé) (K)
  2. Angel Face (Stephen Sanchez) (A)
  3. Deeper Well (Kacey Musgraves) (A)
  4. Don’t Forget Me (Maggie Rogers) (A)
  5. Lemon (Still Woozy) (K)
  6. Oh, Gemini (Role Model) (K)
  7. Peaceful Place (Leon Bridges) (K)
  8. Redemption Song (Leon Bridges) (K)
  9. Three Little Birds (Kacey Musgraves) (K)
- Mustard
  1. Faith of a Mustard Seed (Mustard) (A)
  2. Not Like Us (Kendrick Lamar) (K)
  3. Parking Lot (Mustard és Travis Scott) (K)

#### Az év dalszerzője, nem klasszikus
- Amy Allen
  1. Chrome Cowgirl (A Twisters – Végzetes vihar filmből) (Leon Bridges) (K)
  2. Espresso (Sabrina Carpenter) (K)
  3. High Road (Koe Wetzel, Jessie Murph közreműködésével) (K)
  4. Please Please Please (Sabrina Carpenter) (K)
  5. Run for the Hills (Tate McRae) (SZ)
  6. Scared of My Guitar (Olivia Rodrigo) (SZ)
  7. Selfish (Justin Timberlake) (K)
  8. Sweet Dreams (Koe Wetzel) (K)
  9. Taste (Sabrina Carpenter) (K)
- Jessi Alexander
  1. Ain’t No Love in Oklahoma (A Twisters – Végzetes vihar filmből) (Luke Combs) (K)
  2. All I Ever Do is Leave (Luke Combs) (SZ)
  3. Chevrolet (Dustin Lynch, Jelly Roll közreműködésével) (K)
  4. Make Me a Mop (Cody Johnson) (SZ)
  5. Never Left Me (A Twisters – Végzetes vihar filmből) (Megan Moroney) (SZ)
  6. No Caller ID (Megan Moroney) (SZ)
  7. Noah (Megan Moroney) (SZ)
  8. Remember Him That Way (Luke Combs) (SZ)
  9. Roulette on the Heart (Conner Smith, Hailey Whitters közreműködésével) (K)
- Édgar Barrera
  1. Atencion (Iván Cornejo) (SZ)
  2. (Entre Paréntesis) (Shakira és a Grupo Frontera) (K)
  3. It Was Always You (Siempre Fuiste Tú) (Carín León és Leon Bridges) (K)
  4. No Se Vale (Camilo) (K)
  5. The One (Pero No Como Yo) (Carín León és Kane Brown) (K)
  6. Por el Contrario (Becky G, Ángela Aguilar és Leonardo Aguilar) (K)
  7. Si Antes Te Hubiera Conocido (Karol G) (K)
  8. Sincere (Khalid) (SZ)
  9. Tommy & Pamela (Peso Pluma és Kenia Os) (K)
- Jessie Jo Dillon
  1. Am I Okay? (Megan Moroney) (K)
  2. Go To Hell (Post Malone) (SZ)
  3. Heaven by Noon (Megan Moroney) (SZ)
  4. Lies Lies Lies (Morgan Wallen) (K)
  5. Messed Up as Me (Keith Urban) (K)
  6. Never Left Me (A Twisters – Végzetes vihar filmből) (Megan Moroney) (SZ)
  7. No Caller ID (Megan Moroney) (SZ)
  8. Sorry Mom (Kelsea Ballerini) (SZ)
  9. Two Hearts (Post Malone) (SZ)
- Raye
  1. Ask & You Shall Receive (Rita Ora) (K)
  2. Because I Love You (Halle) (SZ)
  3. Dear Ben, Pt. II (Jennifer Lopez) (SZ)
  4. Genesis (Raye) (K)
  5. Mother Nature (Raye és Hans Zimmer) (SZ)
  6. Paralyzed (Lucky Daye, Raye közreműködésével) (SZ)
  7. Riiverdance (Beyoncé) (SZ)
  8. You’re Hired (Neiked, Ayra Starr közreműködésével) (K)

### Pop, dance és elektronikus

#### Legjobb szóló popteljesítmény
- Espresso – Sabrina Carpenter
- Bodyguard – Beyoncé
- Apple – Charli XCX
- Birds of a Feather – Billie Eilish
- Good Luck, Babe! – Chappell Roan

#### Legjobb popduó vagy -együttes teljesítmény
- Die with a Smile – Lady Gaga és Bruno Mars
- Us – Gracie Abrams, Taylor Swift közreműködésével
- Levii’s Jeans – Beyoncé, Post Malone közreműködésével
- Guess – Charli XCX és Billie Eilish
- The Boy Is Mine – Ariana Grande, Brandy és Monica

#### Legjobb popalbum
- Short n’ Sweet – Sabrina Carpenter
- Hit Me Hard and Soft – Billie Eilish
- Eternal Sunshine – Ariana Grande
- The Rise and Fall of a Midwest Princess – Chappell Roan
- The Tortured Poets Department – Taylor Swift

#### Legjobb dance/elektronikus felvétel
- Neverender – Justice és Tame Impala
  - Gaspard Augé és Xavier De Rosnay, producerek; Gaspard Augé, Xavier De Rosnay, Damien Quintard és Vincent Taurelle, keverők
- She’s Gone, Dance On – Disclosure
  - Guy Lawrence és Howard Lawrence, producerek; Guy Lawrence, keverő
- Loved – Four Tet
  - Kieran Hebden, producer; Kieran Hebden, keverő
- Leave Me Alone – Fred Again és Baby Keem
  - Boo, Fred Again.., Alex Gibson, Kieran Hebden, Loose, Skrillex és Sid Stone, producerek; Fred Again.. és Jay Reynolds, keverők
- Witchy – Kaytranada és Childish Gambino
  - Lauren D’Elia és Kaytranada, producerek; Neal H Pogue, keverő

#### Legjobb dance/elektronikus album
- Brat – Charli XCX
- Three – Four Tet
- Hyperdrama – Justice
- Timeless – Kaytranada
- Telos – Zedd

#### Legjobb dance-pop felvétel
- Von Dutch – Charli XCX
  - Finn Keane, producer; Tom Norris, keverő
- Make You Mine – Madison Beer
  - Madison Beer és Leroy Clampitt, producerek; Mitch McCarthy, keverő
- L’Amour de Ma Vie (Over Now extended edit) – Billie Eilish
  - Billie Eilish és Finneas, producerek; John Castelli és Aron Forbes, keverők
- Yes, And? – Ariana Grande
  - Ariana Grande, Ilya és Max Martin, producerek; Serban Ghenea, keverő
- Got Me Started – Troye Sivan
  - Ian Kirkpatrick, producer; Alex Ghenea, keverő

#### Legjobb nem klasszikus remixelt felvétel
- Espresso (Mark Ronson x FnZ working late remix) – FnZ és Mark Ronson, remixelők (Sabrina Carpenter)
- Alter Ego (Kaytranada remix) – Kaytranada, remixelő (Doechii, JT közreműködésével)
- A Bar Song (Tipsy) (remix) – David Guetta, remixelő (Shaboozey és David Guetta)
- Jah Sees Them (Amapiano remix) – Alexx Antaeus, Footsteps és MeMyish, remixelők (Julian Marley és Antaeus)
- Von Dutch – A.G. Cook, remixelő (Charli XCX & A.G. Cook, Addison Rae közreműködésével)

### Rock, metal és alternatív

#### Legjobb rockteljesítmény
- Now and Then – The Beatles
- Beautiful People (Stay High) – The Black Keys
- The American Dream Is Killing Me – Green Day
- Gift Horse – Idles
- Dark Matter – Pearl Jam
- Broken Man – St. Vincent

#### Legjobb metalteljesítmény
- Mea Culpa (Ah! Ça ira!) – Gojira, Marina Viotti és Victor Le Masne
- Crown of Horns – Judas Priest
- Suffocate – Knocked Loose, Poppy közreműködésével
- Screaming Suicide – Metallica
- Cellar Door – Spiritbox

#### Legjobb rockdal
- Broken Man – Annie Clark, dalszerző (St. Vincent)
- Beautiful People (Stay High) – Dan Auerbach, Patrick Carney, Beck Hansen és Daniel Nakamura, dalszerzők (The Black Keys)
- Dark Matter – Jeff Ament, Matt Cameron, Stone Gossard, Mike McCready, Eddie Vedder és Andrew Watt, dalszerzők (Pearl Jam)
- Dilemma – Billie Joe Armstrong, Tré Cool és Mike Dirnt, dalszerzők (Green Day)
- Gift Horse – Jon Beavis, Mark Bowen, Adam Devonshire, Lee Kiernana és Joe Talbot, dalszerzők (Idles)

#### Legjobb rockalbum
- Hackney Diamonds – The Rolling Stones
- Happiness Bastards – The Black Crowes
- Romance – Fontaines D.C.
- Saviors – Green Day
- Tangk – Idles
- Dark Matter – Pearl Jam
- No Name – Jack White

#### Legjobb alternatív zenei teljesítmény
- Flea – St. Vincent
- Neon Pill – Cage the Elephant
- Song of the Lake – Nick Cave and the Bad Seeds
- Starburster – Fontaines D.C.
- Bye Bye – Kim Gordon

#### Legjobb alternatív zenei album
- All Born Screaming – St. Vincent
- Wild God – Nick Cave and the Bad Seeds
- Charm – Clairo
- The Collective – Kim Gordon
- What Now – Brittany Howard

### R&B, rap, költészet

#### Legjobb R&B-teljesítmény
- Made for Me (Live on BET) – Muni Long
- Guidance – Jhené Aiko
- Residuals – Chris Brown
- Here We Go (Uh Oh) – Coco Jones
- Saturn – SZA

#### Legjobb hagyományos R&B-teljesítmény
- That’s You – Lucky Daye
- Wet – Marsha Ambrosius
- Can I Have This Groove – Kenyon Dixon
- No Lie – Lalah Hathaway, Michael McDonald közreműködésével
- Make Me Forget – Muni Long

#### Legjobb R&B-dal
- Saturn – Rob Bisel, Carter Lang, Solána Rowe, Jared Solomon és Scott Zhang, dalszerzők (SZA)
- After Hours – Diovanna Frazier, Alex Goldblatt, Kehlani Parrish, Khris Riddick-Tynes és Daniel Upchurch, dalszerzők (Kehlani)
- Burning – Ronald Banful és Temilade Openiyi, dalszerzők (Tems)
- Here We Go (Uh Oh) – Sara Diamond, Sydney Floyd, Marisela Jackson, Courtney Jones, Carl McCormick és Kelvin Wooten, dalszerzők (Coco Jones)
- Ruined Me – Jeff Gitelman, Priscilla Renea és Kevin Theodore, dalszerzők (Muni Long)

#### Legjobb progresszív R&B-album
- So Glad to Know You – AverySunshine
- Why Lawd? – NxWorries (Anderson .Paak és Knxwledge)
- En Route – Durand Bernarr
- Bando Stone & the New World – Childish Gambino
- Crash – Kehlani

#### Legjobb R&B-album
- 11:11 (Deluxe) – Chris Brown
- Vantablack – Lalah Hathaway
- Revenge – Muni Long
- Algorithm – Lucky Daye
- Coming Home – Usher

#### Legjobb rapteljesítmény
- Not Like Us – Kendrick Lamar
- Enough (Miami) – Cardi B
- When The Sun Shines Again – Common és Pete Rock, Posdnuos közreműködésével
- Nissan Altima – Doechii
- Houdini – Eminem
- Like That – Future, Metro Boomin és Kendrick Lamar
- Yeah Glo! – Glorilla

#### Legjobb dallamos rapteljesítmény
- 3:AM – Rapsody, Erykah Badu közreműködésével
- Kehlani – Jordan Adetunji, Kehlani közreműködésével
- Spaghettii – Beyoncé; Linda Martell és Shaboozey közreműködésével
- We Still Don’t Trust You – Future, Metro Boomin és The Weeknd
- Big Mama – Latto

#### Legjobb rapdal
- Not Like Us – Kendrick Lamar, dalszerző (Kendrick Lamar)
- Asteroids – Marlanna Evans, dalszerző (Rapsody, Hit-Boy közreműködésével)
- Carnival – Jordan Carter, Raul Cubina, Grant Dickinson, Tyrone Griffin Jr., Samuel Lindley, Nasir Pemberton, Dimitri Roger, Kanye West és Mark Karl Stolinski Williams, dalszerzők (¥$: Kanye West és Ty Dolla $ign, Rich The Kid és Playboi Carti közreműködésével)
- Like That – Kendrick Lamar Duckworth, Kobe ByKobe Hood, Leland Wayne és Nayvadius Wilburn, dalszerzők (Future és Metro Boomin, Kendrick Lamar közreműködésével)
- Yeah Glo! – Ronnie Jackson, Jacquez Lowe, Timothy McKibbins, Kevin Andre Proce, Julius Rivera III és Gloria Woods, dalszerzők (Glorilla)

#### Legjobb rapalbum
- Alligator Bites Never Heal – Doechii
- Might Delete Later – J. Cole
- The Auditorium, Vol. 1 – Common és Pete Rock
- The Death of Slim Shady (Coup De Grâce) – Eminem
- We Don’t Trust You – Future és Metro Boomin

#### Legjobb költészeti album
- The Heart, The Mind, The Soul – Tank and the Bangas
- Civil Writes: The South Got Something to Say – Queen Sheba
- Concrete & Whiskey Act II Part 1: A Bourbon 30 Series – Omari Hardwick
- Good M.U.S.I.C. Universe Sonic Sinema Episode 1: In the Beginning Was the Word – Malik Yusef
- The Seven Number Ones – Mad Skillz

### Jazz, hagyományos pop, kortárs hangszeres és színház

#### Legjobb jazzteljesítmény
- Twinkle Twinkle Little Me – Samara Joy, Sullivan Fortner közreműködésével
- Walk with Me, Lord (SOUND | SPIRIT) – The Baylor Project
- Phoenix Reimagined (Live) – Lakecia Benjamin, Randy Brecker, Jeff „Tain” Watts és John Scofield közreműködésével
- Juno – Chick Corea és Béla Fleck
- Little Fears – Dan Pugach Big Band, Nicole Zuraitis és Troy Roberts közreműködésével

#### Legjobb jazzalbum
- A Joyful Holiday – Samara Joy
- Journey in Black – Christie Dashiell
- Wildflowers Vol. 1 – Kurt Elling és Sullivan Fortner
- Milton + Esperanza – Milton Nascimento és Esperanza Spalding
- My Ideal – Catherine Russell és Sean Mason

#### Legjobb hangszeres jazzalbum
- Remembrance – Chick Corea és Béla Fleck
- Owl Song – Ambrose Akinmusire, Bill Frisell és Herlin Riley közreműködésével
- Beyond This Place – Kenny Barron, Kitagava Kijosi, Johnathan Blake, Immanuel Wilkins és Steve Nelson közreműködésével
- Phoenix Reimagined (Live) – Lakecia Benjamin
- Solo Game – Sullivan Fortner

#### Legjobb jazz nagyegyüttes album
- Bianca Reimagined: Music for Paws and Persistence – Dan Pugach Big Band
- Returning to Forever – John Beasley és a Frankfurt Radio Big Band
- And So It Goes – The Clayton-Hamilton Jazz Orchestra
- Walk a Mile in My Shoe – Orrin Evans és a Captain Black Big Band
- Golden City – Miguel Zenón

#### Legjobb latin jazzalbum
- Cubop Lives! – Zaccai Curtis
- Spain Forever Again – Michel Camilo és Tomatito
- COLLAB – Hamilton de Holanda és Gonzalo Rubalcaba
- Time and Again – Eliane Elias
- El Trio: Live in Italy – Horacio Hernández, John Beasley és José Gola
- Cuba and Beyond – Chucho Valdés és Royal Quartet
- As I Travel – Donald Vega, Lewis Nash, John Patitucci és Luisito Quintero közreműködésével

#### Legjobb alternatív jazzalbum
- No More Water: The Gospel of James Baldwin – Meshell Ndegeocello
- Night Reign – Arooj Aftab
- New Blue Sun – André 3000
- Code Derivation – Robert Glasper
- Foreverland – Keyon Harrold

#### Legjobb hagyományos popalbum
- Visions – Norah Jones
- À Fleur De Peau – Cyrille Aimée
- Good Together – Lake Street Dive
- Impossible Dream – Aaron Lazar
- Christmas Wish – Gregory Porter

#### Legjobb kortárs hangszeres album
- Plot Armor – Taylor Eigsti
- Rhapsody in Blue – Béla Fleck
- Orchestras (Live) – Bill Frisell; Alexander Hanson, Brüsszel filharmonikusok, Rudy Royston és Thomas Morgan közreműködésével
- Mark – Mark Guiliana
- Speak to Me – Julian Lage

#### Legjobb musicalalbum
- A pokol konyhája – Shoshana Bean, Brandon Victor Dixon, Kecia Lewis és Meleah Joi Moon, fő énekesek; Adam Blackstone, Alicia Keys és Tom Kitt, producerek (Alicia Keys, zene-, és dalszerző) (eredeti Broadway-szereposztás)
- Merrily We Roll Along – Jonathan Groff, Lindsay Mendez és Daniel Radcliffe, fő énekesek; David Caddick, Joel Fram, Maria Friedman és David Lai, producerek (Stephen Sondheim, zene-, és dalszerző) (új Broadway-szereposztás)
- Szerelmünk lapjai – John Clancy, Carmel Dean, Kurt Deutsch, Derik Lee, Kevin McCollum és Ingrid Michaelson, producerek; Ingrid Michaelson, zene-, és dalszerző (eredeti Broadway-szereposztás)
- A kívülállók – Joshua Boone, Brent Comer, Brody Grant és Sky Lakota-Lynch, fő énekesek; Zach Chance, Jonathan Clay, Matt Hinkley, Justin Levine és Lawrence Manchester, producerek; Zach Chance, Jonathan Clay és Justin Levine, zene-, és dalszerzők (eredeti Broadway-szereposztás)
- Suffs – Andrea Grody, Dean Sharenow és Shaina Taub, producerek; Shaina Taub, zene-, és dalszerző (eredeti Broadway-szereposztás)
- A Wiz – Wayne Brady, Deborah Cox, Nichelle Lewis és Avery Wilson, fő énekesek; Joseph Joubert, Allen René Louis és Lawrence Manchester, producerek (Charlie Smalls, zene-, és dalszerző) (2024-es Broadway-szereposztás)

### Country és amerikai roots

#### Legjobb szóló countryteljesítmény
- It Takes a Woman – Chris Stapleton
- 16 Carriages – Beyoncé
- I Am Not Okay – Jelly Roll
- The Architect – Kacey Musgraves
- A Bar Song (Tipsy) – Shaboozey

#### Legjobb countryduó vagy -csoport teljesítmény
- II Most Wanted – Beyoncé és Miley Cyrus
- Cowboys Cry Too – Kelsea Ballerini és Noah Kahan
- Break Mine – Brothers Osborne
- Bigger Houses – Dan + Shay
- I Had Some Help – Post Malone, Morgan Wallen közreműködésével

#### Legjobb countrydal
- The Architect – Shane McAnally, Kacey Musgraves és Josh Osborne, dalszerzők (Kacey Musgraves)
- A Bar Song (Tipsy) – Sean Cook, Jerrel Jones, Joe Kent, Chibueze Collins Obinna, Nevin Sastry és Mark Williams, dalszerzők (Shaboozey)
- I Am Not Okay – Casey Brown, Jason DeFord, Ashley Gorley és Taylor Phillips, dalszerzők (Jelly Roll)
- I Had Some Help – Louis Bell, Ashley Gorley, Hoskins, Austin Post, Ernest Smith, Ryan Vojtesak, Morgan Wallen és Chandler Paul Walters, dalszerzők (Post Malone, Morgan Wallen közreműködésével)
- Texas Hold ’Em – Brian Bates, Beyoncé, Elizabeth Lowell Boland, Megan Bülow, Nate Ferraro és Raphael Saadiq, dalszerzők (Beyoncé)

#### Legjobb countryalbum
- Cowboy Carter – Beyoncé
- F–1 Trillion – Post Malone
- Deeper Well – Kacey Musgraves
- Higher – Chris Stapleton
- Whirlwind – Lainey Wilson

#### Legjobb amerikai roots-teljesítmény
- Lighthouse – Sierra Ferrell
- Blame It on Eve – Shemekia Copeland
- Nothing in Rambling – The Fabulous Thunderbirds; Bonnie Raitt, Keb’ Mo’, Taj Mahal és Mick Fleetwood
- The Ballad of Sally Anne – Rhiannon Giddens

#### Legjobb americana-teljesítmény
- American Dreaming – Sierra Ferrell
- Ya Ya – Beyoncé
- Subtitles – Madison Cunningham
- Don’t Do Me Good – Madi Diaz, Kacey Musgraves közreműködésével
- Runaway Train – Sarah Jarosz
- Empty Trainload of Sky – Gillian Welch és David Rawlings

#### Legjobb amerikai roots-dal
- American Dreaming – Sierra Ferrell és Melody Walker, dalszerzők (Sierra Ferrell)
- Ahead of the Game – Mark Knopfler, dalszerző (Mark Knopfler)
- All in Good Time – Sam Beam, dalszerző (Iron & Wine, Fiona Apple közreműködésével)
- All My Friends – Aoife O’Donovan, dalszerző (Aoife O’Donovan)
- Blame It on Eve – John Hahn és Will Kimbrough, dalszerzők (Shemekia Copeland)

#### Legjobb americana-album
- Trail of Flowers – Sierra Ferrell
- The Other Side – T Bone Burnett
- $10 Cowboy – Charley Crockett
- Polaroid Lovers – Sarah Jarosz
- No One Gets Out Alive – Maggie Rose
- Tigers Blood – Waxahatchee

#### Legjobb bluegrassalbum
- Live Vol. 1 – Billy Strings
- I Built a World – Bronwyn Keith-Hynes
- Songs of Love and Life – The Del McCoury Band
- No Fear – Sister Sadie
- Earl Jam – Tony Trischka
- Dan Tyminski: Live from the Ryman – Dan Tyminski

#### Legjobb hagyományos bluesalbumért
- Swingin’ Live at The Church in Tulsa – The Taj Mahal Sextet
- Hill Country Love – Cedric Burnside
- Struck Down – The Fabulous Thunderbirds
- One Guitar Woman – Sue Foley
- Sam’s Place – Little Feat

#### Legjobb kortárs bluesalbumért
- Mileage – Ruthie Foster
- Blues Deluxe Vol. 2 – Joe Bonamassa
- Blame It On Eve – Shemekia Copeland
- Friendlytown – Steve Cropper és The Midnight Hour
- The Fury – Antonio Vergara

#### Legjobb folkalbum
- Woodland – Gillian Welch és David Rawlings
- American Patchwork Quartet – American Patchwork Quartet
- Weird Faith – Madi Diaz
- Bright Future – Adrianne Lenker
- All My Friends – Aoife O’Donovan

#### Legjobb regionális roots zenei album
- Kuini – Kalani Pe’a
- 25 Back to My Roots – Sean Ardoin és Kreole Rock And Soul
- Live at the 2024 New Orleans Jazz & Heritage Festival – Big Chief Monk Boudreaux és The Golden Eagles, J’Wan Boudreaux közreműködésével
- Live at the 2024 New Orleans Jazz & Heritage Festival – New Breed Brass Band, Trombone Shorty közreműködésével
- Stories from The Battlefield – The Rumble, Chief Joseph Boudreaux Jr. közreműködésével

### Gospel/kortárs keresztény zene

#### Legjobb gospelteljesítmény vagy -dal
- One Hallelujah – Tasha Cobbs Leonard, Erica Campbell és Israel Houghton, Jonathan McReynolds és Jekalyn Carr közreműködésével
  - G. Morris Coleman, Israel Houghton, Kenneth Leonard, Jr., Tasha Cobbs Leonard és Naomi Raine, dalszerzők
- Church Doors – Yolanda Adams
  - Sir William James Baptist és Donald Lawrence, dalszerzők
- Hold On (Live) – Ricky Dillard
- Holy Hands – DOE
  - Jesse Paul Barrera, Jeffrey Castro Bernat, Dominique Jones, Timothy Ferguson, Kelby Shavon Johnson, Jr., Jonathan McReynolds, Rickey Slikk Muzik Offord és Juan Winans, dalszerzők
- Yesterday – Melvin Crispell III

#### Legjobb kortárs keresztény zenei teljesítmény vagy -dal
- That’s My King – CeCe Winans
  - Taylor Agan, Kellie Gamble, Lloyd Nicks és Jess Russ, dalszerzők
- Firm Foundation (He Won’t) – Honor & Glory, Disciple közreműködésével
- Holy Forever (Live) – Bethel Music és Jenn Johnson, CeCe Winans közreműködésével
- In The Name Of Jesus – JWLKRS Worship és a Maverick City Music, Chandler Moore közreműködésével
  - Austin Armstrong, Ran Jackson, Chandler Moore, Sajan Nauriyal, Ella Schnacky, Noah Schnacky és Ilya Toshinskiy, dalszerzők
- In The Room – Maverick City Music, Naomi Raine és Chandler Moore, Tasha Cobbs Leonard közreműködésével
  - G. Morris Coleman, Tasha Cobbs Leonard és Naomi Raine, dalszerzők
- Praise – Elevation Worship, Brandon Lake, Chris Brown és Chandler Moore közreműködésével
  - Pat Barrett, Chris Brown, Cody Carnes, Steven Furtick, Brandon Lake és Chandler Moore, dalszerzők

#### Legjobb gospelalbum
- More Than This – CeCe Winans
- Choirmaster II (Live) – Ricky Dillard
- Covered Vol. 1 – Melvin Crispell III
- Father’s Day – Kirk Franklin
- Still Karen – Karen Clark Sheard

#### Legjobb kortárs keresztény zenei album
- Heart of a Human – DOE
- Coat of Many Colors – Brandon Lake
- Child of God – Forrest Frank
- The Maverick Way Complete – Maverick City Music, Naomi Raine és Chandler Moore
- When Wind Meets Fire – Elevation Worship

#### Legjobb roots gospelalbum
- Church – Cory Henry
- Loving You – The Nelons
- Rhapsody – The Harlem Gospel Travelers
- The Gospel According To Mark – Mark D. Conklin
- The Gospel Sessions, Vol 2 – Authentic Unlimited

### Latin, világi, afrikai, reggae és new age

#### Legjobb latinpop album
- Las Mujeres Ya No Lloran – Shakira
- Funk Generation – Anitta
- El Viaje – Luis Fonsi
- García – Kany García
- Orquídeas – Kali Uchis

#### Legjobb música urbana album
- Las Letras Ya No Importan – Residente
- Nadie Sabe Lo Que Va a Pasar Mañana – Bad Bunny
- Rayo – J Balvin
- Ferxxocalipsis – Feid
- Att. – Young Miko

#### Legjobb latinrock vagy alternatív album
- ¿Quién Trae las Cornetas? – Rawayana
- Compita del Destino – El David Aguilar
- Pa’ Tu Cuerpa – Cimafunk
- Autopoiética – Mon Laferte
- Grasa – Nathy Peluso

#### Legjobb regionális mexikói- vagy tejanoalbum
- Boca Chueca, Vol. 1 – Carín León
- Diamantes – Chiquis
- Éxodo – Peso Pluma
- De Lejitos – Jessi Uribe

#### Legjobb tropikus latinalbum
- Alma, Corazón y Salsa (Live at Gran Teatro Nacional) – Tony Succar és Mimy Succar
- Muevense – Marc Anthony
- Bailar – Sheila E.
- Radio Güira – Juan Luis Guerra
- Vacilón Santiaguero – Kiki Valera

#### Legjobb világzenei teljesítmény
- Bemba Colorá – Sheila E., Gloria Estefan és Mimy Succar közreműködésével
- Raat Ki Rani – Arooj Aftab
- A Rock Somewhere – Jacob Collier, Anoushka Shankar és Varijashree Venugopal közreműködésével
- Rise – Rocky Dawuni
- Sunlight to My Soul – Angélique Kidjo, Soweto Gospel Choir közreműködésével
- Kashira – Masa Takumi; Ron Korb, Noshir Mody és Dale Edward Chung közreműködésével

#### Legjobb afrikai zenei teljesítmény
- Love Me JeJe – Tems
- Tomorrow – Yemi Alade
- MMS – Asake és Wizkid
- Sensational – Chris Brown, Davido és Lojay közreműködésével
- Higher – Burna Boy

#### Legjobb világzenei album
- Alkebulan II – Matt B, Royal Filharmonikus Zenekar közreműködésével
- Paisajes – Ciro Hurtado
- Heis – Rema
- Historias De Un Flamenco – Antonio Rey
- Born in the Wild – Tems

#### Legjobb reggae-album
- Bob Marley: One Love - Music Inspired By The Film (Deluxe) — Több előadó
- Take It Easy — Collie Buddz
- Party With Me — Vybz Kartel
- Never Gets Late Here — Shenseea
- Evolution — The Wailers

#### Legjobb new age-, ambient- vagy énekalbum
- Triveni — Wouter Kellerman, Éru Matsumoto és Chandrika Tandon
- Break of Dawn — Ricky Kej
- Chapter II: How Dark It Is Before Dawn — Anoushka Shankar
- Opus — Szakamoto Rjúicsi
- Visions Of Sounds De Luxe — Chris Redding
- Warriors Of Light — Radhika Vekaria

### Gyermekzene, komédia, narráció, történetmesélés és vizuális média

#### Legjobb gyerekzenei album
- Lucky Diaz and the Family Jam Band – Brillo, Brillo!
- Lucy Kalantari és a The Jazz Cats – Creciendo
- John Legend – My Favorite Dream
- Rock for Children – Solid Rock Revival
- Divinity Roxx és Divi Roxx Kids – World Wide Playdate

#### Legjobb komédiai album
- The Dreamer – Dave Chappelle
- Armageddon – Ricky Gervais
- The Prisoner – Jim Gaffigan
- Someday You’ll Die – Nikki Glaser
- Where Was I – Trevor Noah

#### Legjobb hangoskönyv, narráció vagy történetmesélő felvétel
- Last Sunday in Plains: A Centennial Celebration – Jimmy Carter
- All You Need Is Love: The Beatles In Their Own Words – Guy Oldfield
- ...And Your Ass Will Follow – George Clinton
- Behind the Seams: My Life in Rhinestones – Dolly Parton
- My Name Is Barbra – Barbra Streisand

#### Legjobb válogatásalbum vizuális médiához
- Maestro: Music by Leonard Bernstein – Londoni Szimfonikus Zenekar, Yannick Nézet-Séguin és Bradley Cooper
- The Color Purple – Több előadó
- Deadpool & Wolverine – Több előadó
- Saltburn – Több előadó
- Twisters: The Album – Több előadó

#### Legjobb eredeti filmzene
- Dűne: Második rész – Hans Zimmer
- Amerikai irodalom – Laura Karpman
- Challengers – Trent Reznor és Atticus Ross
- Bíborszín – Kris Bowers
- A sógun – Nick Chuba, Atticus Ross és Leopold Ross

#### Legjobb videójáték- és interakítv média-zene
- Wizardry: Proving Grounds of the Mad Overlord – Winifred Phillips
- Avatar: Frontiers of Pandora – Pinar Toprak
- God of War Ragnarök: Valhalla – Bear McCreary
- Marvel’s Spider-Man 2 – John Paesano
- Star Wars Outlaws – Wilbert Roget II

#### Legjobb vizuális médiához szerzett dal
- It Never Went Away (az Amerikai szimfónia filmből)
  - Jon Batiste és Dan Wilson, dalszerzők (Jon Batiste)
- Ain’t No Love in Oklahoma (a Twisters – Végzetes vihar filmből)
  - Jessie Alexander, Luke Combs és Johnathan Singleton, dalszerzők (Luke Combs)
- Better Place (a Trollok: Együtt a banda filmből)
  - Amy Allen, Shellback és Justin Timberlake, dalszerzők (’N Sync és Justin Timberlake)
- Can’t Catch Me Now (Az éhezők viadala: Énekesmadarak és kígyók balladája filmből)
  - Dan Nigro és Olivia Rodrigo, dalszerzők (Olivia Rodrigo)
- Love Will Survive (Az auschwitzi tetováló filmből)
  - Walter Afanasieff, Charlie Midnight, Kara Talve és Hans Zimmer, dalszerzők (Barbra Streisand)

#### Legjobb videóklip
- Not Like Us – Kendrick Lamar
  - Dave Free és Kendrick Lamar, rendezők; Jack Begert, Sam Canter és Jamie Rabineau, producerek
- Tailor Swif – ASAP Rocky
  - Vania Heymann és Gal Muggia, rendezők; Natan Schottenfels, producer
- 360 – Charli XCX
  - Aidan Zamiri, rendező; Jami Arceo és Evan Thicke, producerek
- Houdini – Eminem
  - Rich Lee, rendező; Kathy Angstadt, Lisa Arianna és Justin Diener, producerek
- Fortnight – Taylor Swift, Post Malone közreműködésével
  - Taylor Swift, rendező; Jil Hardin, producer

#### Legjobb zenei film
- Amerikai szimfónia – (Jon Batiste)
  - Matthew Heineman, rendező; Lauren Domino, Matthew Heineman és Joedan Okun, producerek
- June – (June Carter Cash)
  - Kristen Vaurio, rendező; Josh Matas, Sarah Olson, Jason Owen, Mary Robertson és Kristen Vaurio, producerek
- Kings From Queens – (Run–D.M.C.)
  - Kirk Fraser, rendező; William H. Masterson III, producer
- Stevie Van Zandt: Hírnök – (Steven Van Zandt)
  - Bill Teck, rendező; Robert Cotto, David Fisher és Bill Teck, producerek
- A popzene legjobb éjszakája – (Több előadó)
  - Bao Nguyen, rendező; Bruce Eskowitz, George Hencken, Larry Klein, Julia Nottingham, Lionel Richie és Harriet Sternberg, producerek

### Csomagolás és zenetörténeti felvételek

#### Legjobb történelmi album
- Centennial
  - Meagan Hennessey és Richard Martin, válogatásproducer; Richard Martin, maszterelő hangmérnök (King Oliver’s Creole Jazz Band és több előadó)
- Diamonds And Pearls: Super Deluxe Edition
  - Charles F. Spicer Jr. és Duane Tudahl, válogatásproducer; Brad Blackwood és Bernie Grundman, maszterelő hangmérnöks (Prince és a The New Power Generation)
- Paul Robeson – Voice of Freedom: His Complete Columbia, RCA, HMV, and Victor Recordings
  - Tom Laskey és Robert Russ, válogatásproducer; Nancy Conforti & Andreas K. Meyer, maszterelő hangmérnöks (Paul Robeson)
- Pepito y Paquito
  - Pepe de Lucía és Javier Doria, válogatásproducer; Jesús Bola, maszterelő hangmérnök (Pepe de Lucía és Paco De Lucía)
- The Sound Of Music (Original Soundtrack Recording – Super Deluxe Edition)
  - Mike Matessino és Mark Piro, válogatásproducer; Steve Genewick és Mike Matessino, maszterelő hangmérnöks (Rodgers & Hammerstein és Julie Andrews)

#### Legjobb albumjegyzetek
- Centennial
  - Ricky Riccardi, albumjegyzetszerző (King Oliver’s Creole Jazz Band és több előadó)
- After Midnight
  - Tim Brooks, albumjegyzetszerző (Ford Dabney’s Syncopated Orchestras)
- The Carnegie Hall Concert
  - Lauren Du Graf, albumjegyzetszerző (Alice Coltrane)
- John Culshaw — The Art Of The Producer - The Early Years 1948-55
  - Dominic Fyfe, albumjegyzetszerző (John Culshaw)
- SONtrack Original De La Película ’Al Son De Beno’
  - Josh Kun, albumjegyzetszerző (Több előadó)

#### Legjobb csomagolás
- Brat
  - Brent David Freaney és Imogene Strauss, művészeti igazgató (Charli XCX)
- The Avett Brothers
  - Jonny Black és Giorgia Sage, művészeti igazgató (The Avett Brothers)
- Baker Hotel
  - Sarah Dodds és Shauna Dodds, művészeti igazgató (William Clark Green)
- F–1 Trillion
  - Archie Lee Coates IV, Jeffrey Franklin, Blossom Liu, Kylie McMahon és Ana Cecilia Thompson Motta, művészeti igazgató (Post Malone)
- Hounds Of Love (The Baskerville Edition)
  - Kate Bush és Albert McIntosh, művészeti igazgató (Kate Bush)
- Jug Band Millionaire
  - Andrew Wong és Julie Yeh, művészeti igazgató (The Muddy Basin Ramblers)
- Pregnancy, Breakdown, And Disease
  - Lee Pei-Tzu, művészeti igazgató (iWhoiWhoo)

#### Legjobb dobozolt és különleges kiadású csomagolás
- Mind Games
  - Simon Hilton és Sean Ono Lennon, művészeti igazgatók (John Lennon)
- Half Living Things
  - Patrick Galvin, művészeti igazgató (Alpha Wolf)
- Hounds Of Love (The Boxes Of Lost At Sea)
  - Kate Bush és Albert McIntosh, művészeti igazgatók (Kate Bush)
- In Utero
  - Doug Cunningham és Jason Noto, művészeti igazgatók (Nirvana)
- Unsuk Chin
  - Kurasima Takahiro és Marek Polewski, művészeti igazgatók (Unsuk Chin és a Berlini Filharmonikusok)
- We Blame Chicago
  - Rebeka Arce és Farbod Kokabi, művészeti igazgatók (90 Day Men)

### Zeneszerzés, hangszerelés és utómunka

#### Az év klasszikus producere
- Elaine Martone
  1. Bartók: String Quartet No.3; Suite From ’The Miraculous Mandarin’ (Franz Welser-Möst és a The Cleveland Orchestra) (A)
  2. The Book Of Spells (Merian Ensemble) (A)
  3. Bruckner: Symphony No. 4 (Franz Welser-Möst és a The Cleveland Orchestra) (A)
  4. Divine Mischief (Julian Bliss, J. Eric Wilson és a Baylor University Wind Ensemble) (A)
  5. Joy! (John Morris Russell és a Cincinnati Pops) (A)
  6. Prokofiev: Symphony No. 6 (Franz Welser-Möst és a The Cleveland Orchestra) (A)
  7. Schubert: The Complete Impromptus (Gerardo Teissonnière) (A)
  8. Stranger At Home (Shachar Israel) (A)
  9. Tchaikovsky: Symphony No. 4 (Franz Welser-Möst és a The Cleveland Orchestra) (A)
- Erica Brenner
  1. Biber: Mystery Sonatas (Alan Choo, Jeannette Sorrell és Apollo’s Fire) (A)
  2. Handel: Israel In Egypt (Jeannette Sorrell, Apollo’s Singers és Apollo’s Fire) (A)
  3. Mozart: Piano Sonatas, Vols. 5 & 6 (Orli Shaham) (A)
  4. Songs For A Friend – A Tribute To Trumpeter Ryan Anthony (Több előadó) (A)
  5. Sonic Alchemy (YuEun Kim, Mina Gajić és Coleman Itzkoff) (A)
- Christoph Franke
  1. Beethoven: The Complete Symphonies (Antonello Manacorda és Kammerakademie Potsdam) (A)
  2. Beethoven: Violin Sonatas Nos. 1, 5, 6 & 10 (Dénes Várjon és Antje Weithaas) (A)
  3. Brahms, Viotti & Dvořák: Orchestral Works (Tanja Tetzlaff, Christian Tetzlaff, Paavo Järvi és Deutsches Symphonie-Orchester Berlin) (A)
  4. Mozart: Sinigaglia (Noah Bendix-Balgley) (A)
  5. Rachmaninoff: Symphony No. 2 (Kirill Petrenko és Berliner Philharmoniker) (A)
  6. The Vienna Recital (Yuja Wang) (A)
- Morten Lindberg
  1. Mor (Karen Haugom Olsen és Nidaros Domkor) (A)
  2. Pax (Nina T. Karlsen, Ensemble 96 és Current Saxophone Quartet) (A)
  3. Sommerro: Borders (Nick Davies és Trondheim Symphony Orchestra)
- Dmitriy Lipay
  1. Adams: Girls Of The Golden West (John Adams, Daniela Mack, Ryan McKinny, Paul Appleby, Hye Jung Lee, Elliot Madore, Julia Bullock, Davóne Tines, Los Angeles Philharmonic és Los Angeles Master Chorale) (A)
  2. Messiaen: Des Canyons Aux Étoiles... (Ludovic Morlot és Seattle Symphony) (A)
  3. Ortiz: Revolución Diamantina (Gustavo Dudamel, Gabriela Ortiz, María Dueñas, Los Angeles Philharmonic, Los Angeles Master Chorale) (A)
- Dirk Sobotka
  1. American Dreams (Louis Langrée és a Cincinnati Symphony) (A)
  2. Bruckner: Symphony No. 7; Bates: Resurrexit (Manfred Honeck & Pittsburgh Symphony Orchestra) (A)
  3. Dvořák: Symphony No. 9, ’From The New World’; American Suite (Nathalie Stutzmann és az Atlanta Symphony Orchestra) (A)
  4. Radiance Untethered - The Choral Music Of John Wykoff (Cameron F. Labarr és a Missouri State University Chorale) (A)

#### Legjobb imerzív audióalbum
- i/o (In-Side Mix)
  - Hans-Martin Buff, imerzív keverőmérnök; Brian Eno, Peter Gabriel és Richard Russell, imerzív producerek (Peter Gabriel)
- Avalon
  - Bob Clearmountain, imerzív keverőmérnök; Rhett Davies és Bryan Ferry, imerzív producerek (Roxy Music)
- Genius Loves Company
  - Michael Romanowski, Eric Schilling és Herbert Waltl, imerzív keverőmérnökök; Michael Romanowski, imerzív maszterelőmérnök; John Burk, imerzív producer (Ray Charles, több előadóval)
- Henning Sommerro: Borders
  - Morten Lindberg, imerzív keverőmérnök; Morten Lindberg, imerzív maszterelőmérnök; Morten Lindberg, imerzív producer (Trondheim Szimfonikus Zenekar)
- Pax
  - Morten Lindberg, imerzív keverőmérnök; Morten Lindberg, imerzív maszterelőmérnök; Morten Lindberg, imerzív producer (Ensemble 96 és a Current Saxophone Quartet)

#### Legjobb hangszeres kompozíció
- Strands
  - Pascal Le Boeuf, zeneszerző (Akropolis Reed Quintet, Pascal Le Boeuf és Christian Euman)
- At Last
  - Shelton G. Berg, zeneszerző (Shelly Berg)
- Communion
  - Christopher Zuar, zeneszerző (Christopher Zuar Orchestra)
- I Swear, I Really Wanted to Make a ’Rap’ Album but This Is Literally the Way the Wind Blew Me This Time
  - André 3000, Surya Botofasina, Nate Mercereau & Carlos Niño, zeneszerzők (André 3000)
- Remembrance
  - Chick Corea, zeneszerző (Chick Corea és Béla Fleck)

#### Legjobban mérnökölt klasszikus album
- Bruckner: Symphony No. 7; Bates: Resurrexit
  - Mark Donahue és John Newton, hangmérnökök; Mark Donahue, maszterelő hangmérnök (Manfred Honeck és a Pittsburgh Symphony Orchestra)
- Adams: Girls Of The Golden West
  - Alexander Lipay és Dmitriy Lipay, hangmérnökök; Alexander Lipay és Dmitriy Lipay, maszterelő hangmérnökök (John Adams, Daniela Mack, Ryan McKinny, Paul Appleby, Hye Jung Lee, Elliot Madore, Julia Bullock, Davóne Tines, Los Angeles Philharmonic és a Los Angeles Master Chorale)
- Andres: The Blind Banister
  - Silas Brown, Doron Schachter és Michael Schwartz, hangmérnökök; Matt Colton, maszterelő hangmérnök (Andrew Cyr, Inbal Segev és a Metropolis Ensemble)
- Clear Voices In The Dark
  - Daniel Shores, hangmérnök; Daniel Shores, maszterelő hangmérnök (Matthew Guard és a Skylark Vocal Ensemble)
- Ortiz: Revolución Diamantina
  - Alexander Lipay és Dmitriy Lipay, hangmérnökök; Alexander Lipay és Dmitriy Lipay, maszterelő hangmérnökök (Gustavo Dudamel, María Dueñas, Los Angeles Philharmonic és a Los Angeles Master Chorale)

#### Legjobban mérnökölt nem klasszikus album
- i/o
  - Tchad Blake, Oli Jacobs, Katie May és Dom Shaw, hangmérnökök; Matt Colton, maszterelő hangmérnökök (Peter Gabriel)
- Algorithm
  - Dernst Emile II, Michael B. Hunter, Stephan Johnson, Rachel Keen, John Kercy, Charles Moniz és Todd Robinson, hangmérnökök; Colin Leonard, maszterelő hangmérnökök (Lucky Daye)
- Cyan Blue
  - Jack Emblem, Jack Rochon és Charlotte Day Wilson, hangmérnökök; Chris Gehringer, maszterelő hangmérnökök (Charlotte Day Wilson)
- Deeper Well
  - Craig Alvin, Shawn Everett, Mai Leisz, Todd Lombardo, John Rooney, Konrad Snyder és Daniel Tashian, hangmérnökök; Greg Calbi, maszterelő hangmérnökök (Kacey Musgraves)
- Empathogen
  - Beatriz Artola, Zach Brown, Oscar Cornejo, Chris Greatti és Mitch McCarthy, hangmérnökök; Joe La Porta, maszterelő hangmérnökök (WILLOW)
- Short n’ Sweet
  - Bryce Bordone, Julian Bunetta, Serban Ghenea, Jeff Gunnell, Oli Jacobs, Ian Kirkpatrick, Jack Manning, Manny Marroquin, John Ryan és Laura Sisk, hangmérnökök; Nathan Dantzler és Ruairi O’Flaherty, maszterelő hangmérnökök (Sabrina Carpenter)

#### Legjobb hangszeres vagy a capella hangszerelés
- Bridge Over Troubled Water
  - Jacob Collier, Tori Kelly és John Legend, hangszerelés (Jacob Collier, John Legend és Tori Kelly közreműködésével)
- Baby Elephant Walk – Encore
  - Michael League, hangszerelés (Snarky Puppy)
- Rhapsody In Blue (Grass)
  - Béla Fleck és Ferde Grofé, hangszerelés (Béla Fleck, Michael Cleveland, Sierra Hull, Justin Moses, Mark Schatz és Bryan Sutton közreműködésével)
- Rose Without The Thorns
  - Erin Bentlage, Alexander Lloyd Blake, Scott Hoying, A.J. Sealy és Amanda Taylor, hangszerelés (Scott Hoying, säje és Tonality közreműködésével)
- Silent Night
  - Erin Bentlage, Sara Gazarek, Johnaye Kendrick és Amanda Taylor, hangszerelés (säje)

#### Legjobb hangszeres vagy vokális hangszerelés
- Alma
  - Erin Bentlage, Sara Gazarek, Johnaye Kendrick és Amanda Taylor, hangszerelés (säje, Regina Carter közreműködésével)
- Always Come Back
  - Matt Jones, hangszerelés (John Legend)
- b i g f e e l i n g s
  - Willow, hangszerelés (WILLOW)
- Last Surprise (a Persona 5 videójátékból)
  - Charlie Rosen és Jake Silverman, hangszerelés (The 8-Bit Big Band, Jonah Nilsson és Button Masher közreműködésével)
- The Sound Of Silence
  - Cody Fry, hangszerelés (Cody Fry, a Sleeping At Last közreműködésével)

### Komolyzene

#### Legjobb zenekari előadás
- Ortiz: Revolución Diamantina
  - Gustavo Dudamel, karmester (Los Angeles Philharmonic)
- Adams: City Noir, Fearful Symmetries & Lola Montez Does The Spider Dance
  - Marin Alsop, karmester (ORF Vienna Radio Symphony Orchestra)
- Kodály: Háry János Suite; Summer Evening & Symphony In C Major
  - JoAnn Falletta, karmester (Buffalo Philharmonic Orchestra)
- Sibelius: Karelia Suite, Rakastava, & Lemminkäinen
  - Susanna Mälkki, karmester (Helsinki Philharmonic Orchestra)
- Stravinsky: The Firebird
  - Esa-Pekka Salonen, karmester (San Francisco Symphony)

#### Legjobb operafelvétel
- Saariaho: Adriana Mater
  - Esa-Pekka Salonen, karmester; Fleur Barron, Axelle Fanyo, Nicholas Phan és Christopher Purves; Jason O’Connell, producer (San Francisco Symphony; San Francisco Symphony Chorus; Timo Kurkikangas)
- Adams: Girls Of The Golden West
  - John Adams, karmester; Paul Appleby, Julia Bullock, Lee Hye-jung, Daniela Mack, Elliot Madore, Ryan McKinny és Davóne Tines; Dmitriy Lipay, producer (Los Angeles Philharmonic; Los Angeles Master Chorale)
- Catán: Florencia En El Amazonas
  - Yannick Nézet-Séguin, karmester; Mario Chang, Michael Chioldi, Greer Grimsley, Nancy Fabiola Herrera, Mattia Olivieri, Ailyn Pérez és Gabriella Reyes; David Frost, producer (The Metropolitan Opera Orchestra; The Metropolitan Opera Chorus)
- Moravec: The Shining
  - Gerard Schwarz, karmester; Tristan Hallett, Kelly Kaduce és Edward Parks; Blanton Alspaugh, producer (Kansas City Symphony; Lyric Opera Of Kansas City Chorus)
- Puts: The Hours
  - Yannick Nézet-Séguin, karmester; Joyce DiDonato, Renée Fleming és Kelli O’Hara; David Frost, producer (Metropolitan Opera Orchestra; Metropolitan Opera Chorus)

#### Legjobb kórusteljesítmény
- Ochre
  - Donald Nally, karmester (The Crossing)
- Clear Voices In The Dark
  - Matthew Guard, karmester (Carrie Cheron, Nathan Hodgson, Helen Karloski és Clare McNamara; Skylark Vocal Ensemble)
- A Dream So Bright: Choral Music Of Jake Runestad
  - Eric Holtan, karmester (Jeffrey Biegel; True Concord Orchestra; True Concord Voices)
- Handel: Israel in Egypt
  - Jeannette Sorrell, karmester (Margaret Carpenter Haigh, Daniel Moody, Molly Netter, Jacob Perry és Edward Vogel; Apollo’s Fire; Apollo’s Singers)
- Sheehan: Akathist
  - Elaine Kelly, karmester; Melissa Attebury, Stephen Sands és Benedict Sheehan, chorus masters (Elizabeth Bates, Paul D’Arcy, Tynan Davis, Aine Hakamatsuka, Steven Hrycelak, Helen Karloski, Enrico Lagasca, Edmund Milly, Fotina Naumenko, Neil Netherly, Timothy Parsons, Stephen Sands, Miriam Sheehan és Pamela Terry; Novus NY; Artefact Ensemble, The Choir Of Trinity Wall Street, Downtown Voices és a Trinity Youth Chorus)

#### Legjobb kiszenekari előadás
- Rectangles and Circumstance – Caroline Shaw és a Sō Percussion
- Adams, J.L.: Waves & Particles – JACK Quartet
- Beethoven For Three: Symphony No. 4 and Op. 97, ’Archduke’ – Yo-Yo Ma, Leonidas Kavakos és Emanuel Ax
- Cerrone: Beaufort Scales – Beth Willer, Christopher Cerrone és a Lorelei Ensemble
- Home – Miró Quartet

#### Legjobb klasszikus hangszeres szóló
- Bach: Goldberg Variations – Víkingur Ólafsson
- Akiho: Longing – Andy Akiho
- Eastman: The Holy Presence Of Joan D’Arc – Seth Parker Woods; Christopher Rountree, karmester (Wild Up)
- Entourer – Mak Grgić (Ensemble Dissonance)
- Perry: Concerto For Violin & Orchestra – Curtis Stewart; James Blachly, karmester (Experiential Orchestra)

#### Legjobb klasszikus szólóalbum
- Beyond The Years - Unpublished Songs Of Florence Price
  - Karen Slack, szólóista; Michelle Cann, zongorista
- A Change Is Gonna Come
  - Nicholas Phan, szólóista; Palaver Strings, zenekar
- Newman: Bespoke Songs
  - Fotina Naumenko, szólóista; Marika Bournaki, zongorista (Nadège Foofat; Julietta Curenton, Colin Davin, Mark Edwards, Nadia Pessoa, Timothy Roberts, Ryan Romine, Akemi Takayama, Karlyn Viña és Garrick Zoeter)
- Show Me The Way
  - Will Liverman, szólóista; Jonathan King, zongorista
- Wagner: Wesendonck Lieder
  - Joyce DiDonato, szólóista; Maxim Emeljanycsev, karmester (Il Pomo d’Oro)

#### Legjobb klasszikus kompendium
- Ortiz: Revolución Diamantina
  - Gustavo Dudamel, karmester; Dmitriy Lipay, producer
- Akiho: BeLonging
  - Andy Akiho és Imani Winds; Andy Akiho, Sean Dixon és Mark Dover, producerek
- American Counterpoints
  - Curtis Stewart; James Blachly, karmester; Blanton Alspaugh, producer
- Foss: Symphony No. 1; Renaissance Concerto; Three American Pieces; Ode
  - JoAnn Falletta, karmester; Bernd Gottinger, producer
- Mythologies II
  - Sangeeta Kaur, Omar Najmi, Hilá Plitmann, Robert Thies és Danaë Xanthe Vlasse; Michael Shapiro, karmester; Jeff Atmajian, Emilio D. Miler, Hai Nguyen, Robert Thies, Danaë Xanthe Vlasse és Kitt Wakeley, producerek

#### Legjobb kortárs klasszikus kompozíció
- Ortiz: Revolución Diamantina
  - Gabriela Ortiz, zeneszerző (Gustavo Dudamel, Los Angeles Philharmonic és a Los Angeles Master Chorale)
- Casarrubios: Seven For Solo Cello
  - Andrea Casarrubios, zeneszerző (Andrea Casarrubios)
- Coleman: Revelry
  - Valerie Coleman, zeneszerző (Decoda)
- Lang: Composition As Explanation
  - David Lang, zeneszerző (Eighth Blackbird)
- Saariaho: Adriana Mater
  - Kaija Saariaho, zeneszerző (Esa-Pekka Salonen, Fleur Barron, Nicholas Phan, Christopher Purves, Axelle Fanyo, San Francisco Symphony Chorus & Orchestra)

## Legtöbb díj
| 5 díj - Kendrick Lamar 4 díj - Sierra Ferrell | 3 díj - Beyoncé - Charli XCX - St. Vincent |

## Legtöbb jelölés
| 11 jelölés - Beyoncé 8 jelölés - Post Malone 7 jelölés - Charli XCX - Billie Eilish - Kendrick Lamar 6 jelölés - Sabrina Carpenter - Chappell Roan - Taylor Swift | 5 jelölés - Jack Antonoff - Béla Fleck - Serban Ghenea - Dmitriy Lipay - Los Angeles-i Filharmonikusok - Dan Nigro - Shaboozey |

## In Memoriam
- Liam Payne
- Kris Kristofferson
- Ángela Álvarez
- Steve Albini
- Cissy Houston
- John Mayall
- Dickey Betts
- Angela Bofill
- Joe Bonsall
- Fatman Scoop
- Sandra Crouch
- Richard M. Sherman
- Joe Chambers
- Jack Jones
- Duane Eddy
- Hank Cicalo
- Abdul Kareem "Duke" Fakir
- Will Jennings
- Kinky Friedman
- Egidio Cuadrado
- David Sanborn
- Steve Lawrence
- DJ Clark Kent
- Mary Martin
- Sam Moore
- Tito Jackson
- Marianne Faithfull
- Ben Vaughn
- Sérgio Mendes
- Frankie Beverly
- Eric Carmen
- Rich Homie Quan
- Phil Lesh
- Bob Newhart
- Ozava Szeidzsi
- Ella Jenkins
- Wayne Osmond
- Alfa Anderson
- Richard Perry
- Lani Simmons
- JD Souther
- Roy Haynes
- John Titta
- Rico Wade
- Garth Hudson
- Toby Keith